# Garah
Garah är en ort i Australien. Den ligger i kommunen Moree Plains och delstaten New South Wales, i den sydöstra delen av landet, omkring 550 kilometer norr om delstatshuvudstaden Sydney. Antalet invånare är 338.
Trakten runt Garah är nära nog obefolkad, med mindre än två invånare per kvadratkilometer..
Omgivningarna runt Garah är i huvudsak ett öppet busklandskap.  Genomsnittlig årsnederbörd är 581 millimeter. Den regnigaste månaden är januari, med i genomsnitt 107 mm nederbörd, och den torraste är oktober, med 11 mm nederbörd.